# Kōrei Tennō
Kōrei Tennō (孝霊天皇?) fue el séptimo emperador del Japón según el orden tradicional de sucesión.
No existen datos claros acerca de este Emperador y es conocido por los historiadores como un "Emperador legendario". Fue el sexto de ocho emperadores sin leyenda. En el Kojiki y el Nihonshoki sólo se recopilan su nombre y su genealogía. Tradicionalmente se creyó en su existencia durante la historia y se le atribuyó una tumba, pero estudios recientes apoyan la teoría de que esta persona no ha existido. 